# Женевський інститут міжнародних відносин та розвитку

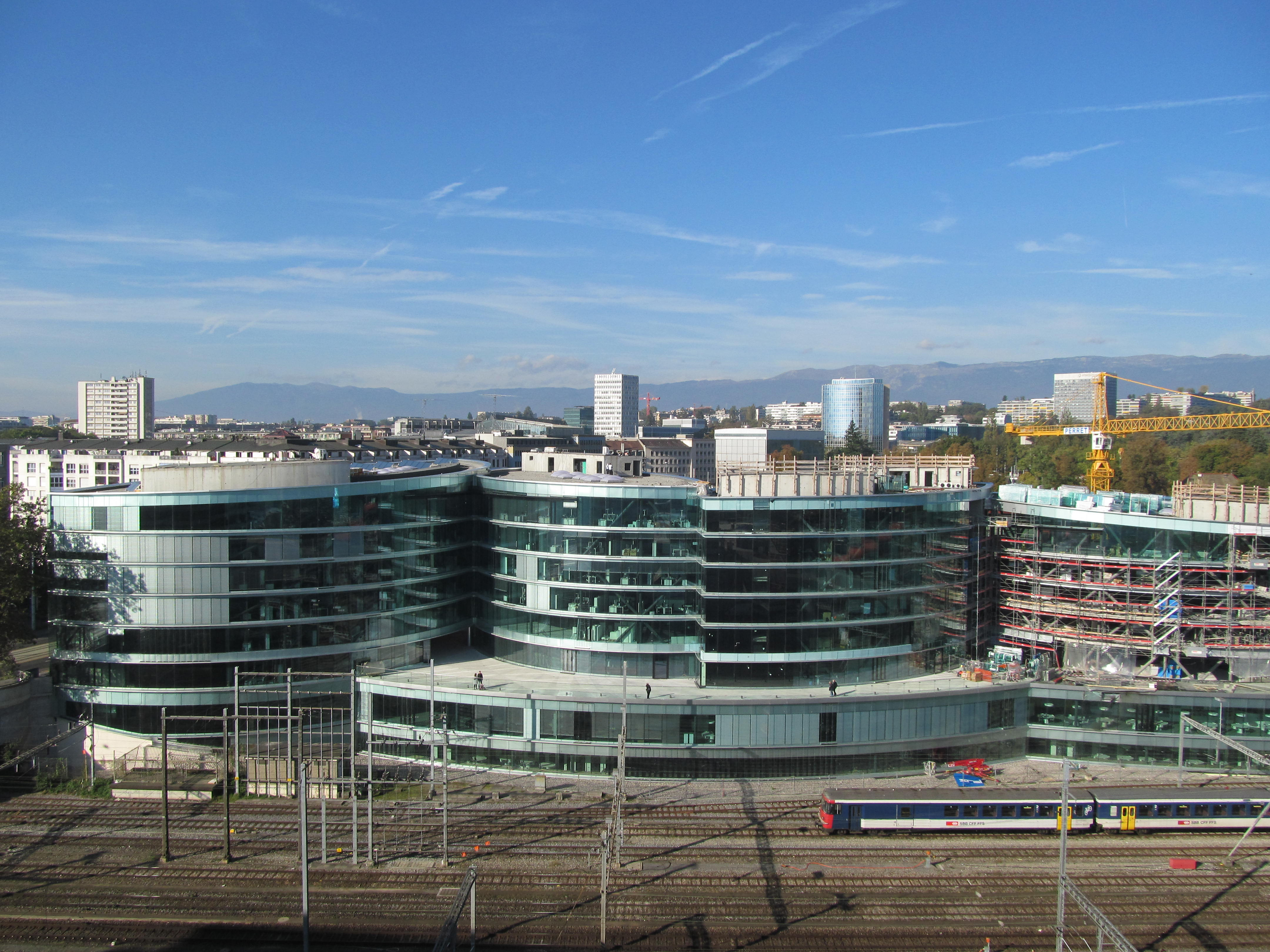

Женевський інститут міжнародних відносин та розвитку (англ. Graduate Institute of International and Development Studies, фр. Institut de hautes études internationales et du développement, або можуть використовуватись скорочені форми The Graduate Institute та IHEID, колишня коротка назва HEI, вимовляється [ашеї], можливий також український переклад Женевський інститут міжнародних досліджень) — найстаріший в континентальній Європі навчальний заклад з вивчення міжнародних відносин, одна з найпрестижніших в Швейцарії та світі академічних установ, присвячених дослідженню та вивченню міжнародних відносин, права, історії, політики, економіки та розвитку.

## Критерії вступу
В Інституті є можливим здобуття тільки ступенів магістра, та доктора, PhD (варто зазначити, що в більшості країн простору СНД така ступінь, якщо вона не несе за собою значної та протяжної викладацької чи дослідницької діяльності, прирівнюється до ступеня кандидата наук, але згідно з Болонською конвенцією ступінь доктора, PhD, відповідає ступеню доктора наук). Для вступу до Інституту необхідний щонайменше освітньо-кваліфікаційний рівень бакалавра. Важливим є наявність певного практичного досвіду, що може включати в себе стажування, участь в додаткових освітніх програмах, мовних школах та ін. Вимогою до поступаючих є володіння або одразу і англійською і французькою, або однією з двох мов, за умови, що студент буде вивчати другу мову в ході основної програми і успішно здасть мовний тест до свого випуску. В кандидатурі апліканта має простежуватись активність, мотивованість, добре виражена цілеспрямованість по відношенню до обраної спеціальності. Дуже часто для аплікантів з України еквівалентним рівнем освіти необхідним для вступу є вже здобута кваліфікація спеціаліста, або краще магістра. Все, звичайно, ще залежить від індивідуальних даних та конкретних обставин кожного поступаючого.

## Магістратура та докторантура
Інститут здійснює набір студентів тільки на вищі освітньо-кваліфікаційні рівні навчання, такі як магістратура та докторантура. На магістратурі існує один міждисциплінарний напрямок та чотири профільних напрямки. На докторантурі дублюються ті самі спеціалізовані напрямки. В Інституті доступні такі наукові ступені для здобуття на рівні магістратури: магістр міжнародних справ, магістр міжнародних наук — політична наука, магістр міжнародних наук — міжнародні історія та політика, магістр міжнародних наук — міжнародна економіка, магістр міжнародних наук — міжнародне право, магістр наук міжнародного розвитку. На рівні доктурантури пропонуються: політична наука, міжнародні історія та політика, міжнародна економіка, міжнародне право.

## Двомовність
Однією з головних особливостей Інституту є його двомовність. Предмети можна обирати або на французькій або на англійській мові. Більшість франкомовних курсів зосереджені на темах, що відносяться до питань міжнародного розвитку. Тим не менш, французькою мовою також пропонуються предмети, що досліджують в контексті міжнародних відносин такі галузі як взаємозв'язок між політикою та релігією, проблеми охорони здоров'я, конфлікти Близького Сходу, вплив харизматичного лідерства на зовнішню політику держави, дипломатичне право, міжнародне публічне право та інші розгалуження. У той самий час в Інституті викладається безліч курсів на англійській мові, особливо це стосується такий напрямків як безпека та оборона, функціонування міжнародних інституцій, глобалізація, проблеми довкілля та зміни клімату, глобальне здоров'я, епістемологія, статистика, регіональна та європейська економічна інтеграції, еволюція Європейського Союзу, зовнішня політика Російської Федерації та певних аспектів прав людини.

## Інститут та Женевський університет
Женевський інститут міжнародних відносин та розвитку має своє власне керівництво та окремий бюджет. Інститут було започатковано як структурний підрозділ Женевського університету, як університетський факультет міжнародних відносин. Поволі він почав набувати все більш автономного статусу. Всі студенти Інституту й надалі вважаються зареєтрованими студентами Женевського університету, де вони проходять матрикуляцію і посеместрову реєстрацію. Всі випускники отримують дипломи, що сертифікуються та визнаються Женевським університетом. В планах адміністрації Інституту є поступове та повне відокремлення, подібне до формату Лондонської школи економіки та політичної науки, що, формально залишаючись структурним підрозділом Лондонського університету, з 2008 року почала випускати та присвоювати випускникам дипломи та сертифікати від свого імені. 

## Інфраструктура навчального закладу
Одним з недоліків Інституту є недостатьня матеріальна база. Здобувши неабиякий престиж серед дипломатичних кіл в Європі, Інститут через свою замкнену елітарність та консервативність вподовж довгого часу нехтував необхідністю постійно конкурувати за потоки студентів та розвивати свої навчальні приміщення, аудиторії, гуртожитки. Через це, цієї миті, відбувається серія реформ, однією з яких буде спорудження нового головного корпусу і його можливе відкриття в 2012 році. За офіційними підрахунками побудова цієї конструкції складе 137 млн швейцарських франків. 

## Приналежності та партнерства
Інститут є членом організації найкращих європейських вишів — Europaeum, а також входить до Association of Professional Schools of International Affairs. Укладеними є також угоди з іншими провідними вишами.

## Вартість навчання та проживання
Рік навчання для іноземних студентів, або нерезидентів на момент подання анкети, коштує 5000 швейцарських франків. Оплата може здійснюватись одноразово, посеместрово, або інтервально за окремою домовленістю з адміністрацією. Для поступаючих існують повні та часткові стипендії. Повна стипендія автоматично включає покриття плати за навчання і виплату щомісячної стипендії у розмірі 1800 швейцарських франків протягом 10 місяців, тобто з вересня по червень. Часткова стипендія, як правило, включає лише плату за навчання. На стипендію необхідно подавати завчасно і при цьому заповнювати окрему анкету, що включає написання мотиваційного листа. Щоб поновити стипендію на другий рік, необхідно на неї подавати заново. Іншими найголовнішими пунктами фінансових витрат на час навчання є оренда за місце проживання, що в середньому становить 550—1000 франків за однокімнатні умови, базове медичне страхування, в середньому 100—150 франків, проїзний квиток 45 франків, харчування, 300—500 франків. Цей перелік витрат, безумовно, не є вичерпним.

## Класифікація Інституту в Швейцарії
Інститут має нетипову для швейцарських навчальних закладів класифікацію, адже будучи установою конфедерального значення і відповідаючи за підготовку багатьох швейцарських дипломатичних та інших міжнародних службовців він комбіновано фінансується конфедеральним урядом Швейцарії, кантоном Женеви а також приватним спонсорством. Через це Інститут має змішаний приватно-державний характер. 

## Історія

### Мета створення
Специфікою Інституту є те, що на початку його було створено з чітко визначеною метою, а саме для підготовки висококваліфікованих міжнародних працівників та дипломатів, в основному для ООН. Велика кількість випускників цього закладу і тепер влаштовується на роботу в цю організацію. На час його заснування в 1927, Інститут був першою академічною установою присвяченою виключно дослідженню та вивченню міжнародних відносин. Сама ідея створення Інституту виникла в 1919, в рік заснування Ліги Націй. Інститут можна віднести до числа найпрестижніших навчальних закладів дипломатичного спрямування.

### Перші кроки
Інститут вперше розпочав свою роботу 3 листопада 1927. Розташовувався він спершу поряд з будівлею Червоного хреста. В 1938 Інститут переїхав до Віли Бартон, де тепер міститься його головний корпус. В той перший рік в Інституті навчалось 45 студентів. Першим основним спонсором Інституту виступав Фонд Рокфеллера (Laura Spellman Rockefeller Memorial Fund), що забезпечував близько 90 відсотків усього його бюджету впродовж майже 20 років. Приблизно з 1952 до 1962 року Інститут переважно фінансувався Фондом Форда. З 1953 року фінансова підтримка почала все активніше надходити від кантону Женеви та швейцарського уряду.

### Засновники та подальші директори
Женевський інститут міжнародних відносин, ще до приєднання до нього Інституту розвитку, було засновано Вільямом Рапардом та Полом Манту. Вільяма Рапарда на той час вже було обрано віце-ректором Женевського університету. Це сталося в 1924 році. В 1926—1928 роки а також 1936—1938 роки він займав посаду ректора Женевського університету. Пол Манту, в свою чергу, був істориком-економістом, дипломатом та синхронним перекладачем. Під час Паризької мирної конференції 1919-го року Пол Манту був одним з головних перекладачів. Починаючи з 1920 року, він займав посаду директора політичного відділу в секретаріаті новоствореної Ліги Націй. Саме він став першим директором Женевського інституту міжнародних відносин (1927—1955). Його наступниками стали Жак Фреймонд (1955—1978), Крістіан Дономінісе (1978—1984), Луцій Кафліш (1984—1990), Олександр Свобода (1990—1998), Пітер Чоп (1998—2004). З 2004 року Женевський інститут міжнародних відносин та розвитку очолює Філіп Буран.

## Студенти та викладачі
В період 2007—2008 навчального року 210 студентів отримали кваліфікацію магістра. Докторське звання було присвоєне 34 випускникам в 2008. На початку 2008—2009 навчального року в Інституті налічувалось загалом 800 студентів на усіх напрямках і програмах. Восени 2008 року в Інститут поступило 305 студентів. Кількість студентів залишається близько 800.
Саме так виглядає розподіл кількості студентів по різних програмах:
- Магістр міжнародних відносин — 95
- Магістр міжнародних наук — 187
- Доктор міжнародних відносин — 85
- Доктор міжнародних наук — 127
- Магістр наук розвитку- 209
- Доктор наук розвитку — 62

Що стосується викладацького складу, станом на 2008 рік в Інституті перебуває 65 викладачів (з яких 45 професорів) та 25 відвідуючих професорів.

### Географічне походження студентів
На період 2008—2009 навчального року в Інституті проходять навчання студенти з наступних регіонів світу і у наступних пропорціях:
- 23 % — Швейцарія
- 34 % — Європа
- 13 % — Африка
- 11 % — Північна Америка
- 10 % — Південня Америка
- 8 % — Азія
- 1 % — Океанія

### Особистості, які навчались в Інституті
- Мішель Кальмі-Ре — діючий Міністр закордонних справ Швейцарії. Калми-Ре випустилась з Інституту в 1968 році із ступенем магістр.
- Кофі Аннан — Генеральний секретар ООН 1997—2007. Аннан поступив до Інституту в 1961, проте не закінчив і полишив навчання, перейшовши на роботу до ВООЗ.
- Сандра Кальнієте — Міністр закордонних справ Латвії 2002—2004, член Європейського парламенту.
- Шелбі Каллом Девіс — посол США в Швейцарію 1969—1975, філантропіст.
- Роберт МакФарлейн — національний радник з питань безпеки уряду США 1983—1985.
- Франсуа Нордманн — посол Швейцарії в Монако.
- Ганс-Герт Пьоттерінг — колишній Президент Європейського парламенту.
- Мохаммед аль-Барадей — директор Міжнародного агентства з атомної енергії (МАГАТЕ) 1997—2009, лауреат Нобелівської премії миру.
- Жан-П'єр Рот — голова Національного Банку Швейцарії.
- Пол Жозеф Жеймс Мартан — Міністр закордонних справ Канади 1963—1968.